# 1892 aux Territoires du Nord-Ouest
Chronologie des Territoires du Nord-Ouest
- 1888
- 1889
- 1890
- 1891
- 1892
- 1893
- 1894
- 1895
- 1896

Cette page concerne les événements survenus en 1892 dans le territoire canadien des Territoires du Nord-Ouest.

## Politique
- Premier ministre : Frederick W. A. G. Haultain (Président du conseil exécutif)
- Commissaire :
- Législature :